# Ayman al-Zawahiri
Ayman al-Zawahiri (arapski أيمن محمد ربيع الظواهري Ayman Muḥammad Rabayaḥ al-Ẓawāhirī. (Egipat, 19. svibnja 1951. – Afganistan, 1. kolovoza 2022.) bio je al-Qaedin vođa i visoki dužnosnik te stariji vođa islamističkih organizacija koje su organizirale i sprovele terorističke napade u Sjevernoj Americi, Aziji, Africi te na Bliskome istoku.
Al-Zawahiri bio je drugi i posljednji  'emir' Egipatskog Islamskog Džihada. Naslijedio je Abbuda al-Zummara, kada su ga egipatske vlasti osudile na doživotni zatvor. Autor nekoliko djela uključujući i al-Qaedine izjave.

## Životopis
Ayman al-Zawahiri je studirao medicinu u Kairu. Uspješno završava studij 1974. godine. Radio je kao kirurg za egipatsku vojsku. Poslije toga, radio je u bolnici u Kairu. 1980. i 1981., al-Zawahiri putuje u Pakistan da bi pomogao Međunarodnom Crvenom križu.
Godine 1998., al-Zawahiri formalno priključuje Egipatski Islamski Džihad al-Qaedi. Prema tvrdnjama bivšeg člana al-Qaeda, radio je za al-Qaedu od prvog dana i bio je viši član zapovjedničkog vijeća al-Qaede. Često je opisan kao i 'poručnik'  Osame bin Ladena, iako ga bin Ladenov biograf opisuje kao "pravi mozak" al-Qaede.
Državno tajništvo Sjedinjenih Američkih Država ponudilo je nagradu do 25 milijuna dolara za informaciju o al-Zawahirovoj lokaciji koja bi vodila do njegovog uhićenja.

Prema navodima američkih dužnosnika, ubijen je američkim napadom dronom uslijed protuterorističke operacije početkom kolovoza 2022. 